# Pachypodium ambongense
Pachypodium ambongense är en oleanderväxtart som beskrevs av H. Poisson. Pachypodium ambongense ingår i släktet Pachypodium och familjen oleanderväxter. Inga underarter finns listade i Catalogue of Life.